# Agilulf al longobarzilor

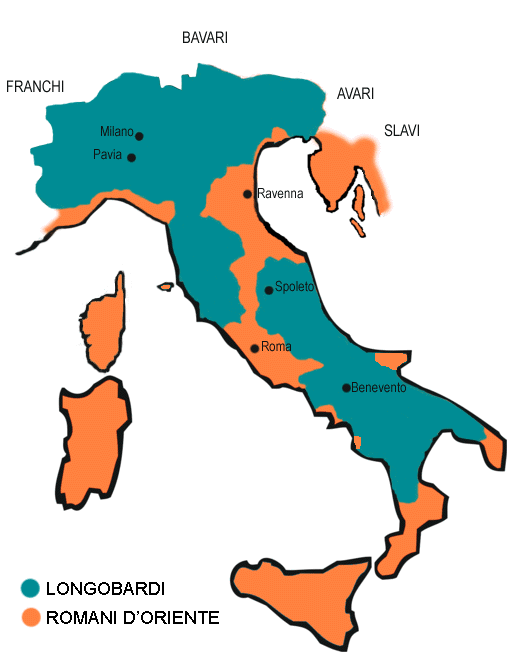
Italia în vremea regelui Agilulf.

Agilulf (supranumit Thuringianul), (n.  ? – d. mai 616 d.Hr., Milano, Italia) a fost duce longobard de  Torino și apoi rege al longobarzilor de la 591 până la moarte.

## Biografie
Rudă a predecesorului său Authari (probabil, văr al acestuia), Agilulf a fost ales rege la sfatul reginei văduve a acestuia, Theodelinda, cu care apoi s-a căsătorit. Deși a preluat demnitatea regală la începutul lui noiembrie 590, el a fost ridicat pe scut -- învestirea ceremonială a acestui titlu -- de către războinicii longobarzi la Milano în mai 591.

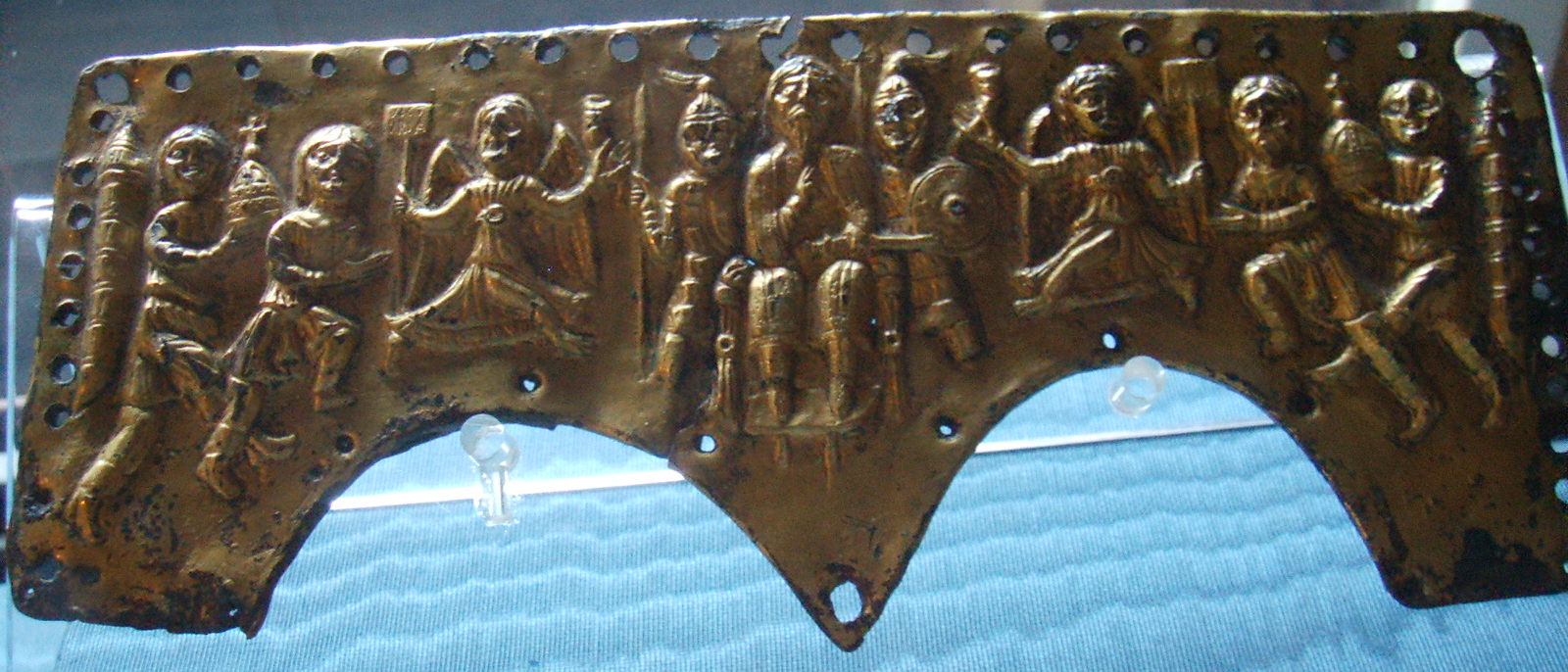
Triumful lui Agilulf, Muzeul Național din Florența.

Agilulf a fost botezat în rit catolic pentru a mulțumi pe soția sa Theodelinda, cu toate că longobarzii îmbrățișaseră creștinismul de rit arian. În 603, sub influența soției sale, el a abandonat cu totul arianismul în favoarea catolicismului și de asemenea l-a botezat și pe fiul său, Adaloald al longobarzilor. Agilulf și Theodelinda au înzestrat catedrala din Monza, acolo unde Coroana de fier a regilor longobarzi este conservată și astăzi și unde coroana lui Agilulf, dedicată Sfântului Apostol Ioan există, purtând inscripția rex totius Italiae (rege al întregii Italii), după cum Agilulf se autoproclamase.
Domnia sa a fost marcată de încheierea războiului contra francilor, al cărui principal protagonist, Guntram, regele merovingian al Burgundiei, murise în 592. În lipsa lui Guntram, francii au intrat într-un război civil care a împiedicat un atac unit al francilor asupra Lombardiei pe tot parcursul domniei lui Agilulf. Un armistițiu cu papalitatea negociat în 598 a pus capăt pentru moment celor 30 de ani de teroare longobardă asupra Ducatus Romanus. Ca urmare, Agilulf și-a canalizat cea mai mare parte a energiei sale războinice împotriva amenințării bizantine. În acel an, el a consolidat puterea Regatului longobard, prin extinderea stăpânirilor ca urmare a cuceririi Sutri și a Perugiei, pe lângă alte orașe din Umbria aflate până atunci sub stăpânirea Exarhatului de Ravenna, în paralel cu menținerea de bune relații cu bavarezii. De asemenea, el a luptat împotriva avarilor și slavilor și a încheiat un armistițiu cu împăratul Mauriciu al Bizanțului în 598, prin intermedierea papei Grigore I "cel Mare". În anul următor, exarhul Callinic de Ravenna a încălcat armistițiul prin răpirea fiicei regelui longobard. Războiul a reizbucnit astfel și în 602, împăratul Focas al Bizanțului a pierdut Padova, pe care Authari o despărțise de Ravenna cu un deceniu înainte. Pierderea Padovei, la rândul ei, a tăiat legătura cu Mantova, care, înainte de a se încheia anul, a fost de asemenea capturată de Agilulf.
În anul 607, regele Witteric al vizigoților a inițiat o cvadruplă alianță împotriva lui Theuderic al II-lea al Burgundiei, uniune care implica pe regii Theudebert al II-lea al Austrasiei, Clotar al II-lea al Neustriei și Agilulf. Motivul îl constitua faptul că bunica și sora lui Theuderic al II-lea o asasinaseră pe soția acestuia, care era fiică a lui Witteric. Alianța însă se pare că nu a avut niciun succes, necunoscându-se nicio informație despre vreo posibilă confruntare, cu excepția locului său de desfășurare, undeva în apropiere de Narbonne.
În 605, Agilulf a fost recunoscut de către împăratul bizantin Focas, care a fost nevoit să plătească despăgubiri regelui longobard și să îi cedeze Orvieto, alături de alte orașe. Contextul războaielor cu persanii îndrepta atenția Bizanțului către Orient, oferindu-i lui Agilulf o pauză necesară. El trebuia să pună capăt unor rebeliuni interne, iar avarii nu încetau să invadeze Friuli, unde l-au ucis pe ducele Gisulf al II-lea de Friuli, în 610.  Altminteri, domnia lui Agilulf s-a încheiat în mod pașnic și el a murit în 616.
Agilulf a fost succedat ca rege al longobarzilor de către Adaloald, fiul său și al Theodelindei, care era încă la vârsta adolescenței. Pe lângă Adaloald, Agilulf a mai avut o fiică, Gundeberga, care se va căsători cu Arioald, de asemenea viitor rege al longobarzilor.